# Kuźminowka
Kuźminowka (ros. Кузьминовка, baszk. Кузьминовка) – wieś (ros. деревня, trb. dieriewnia) w Baszkirii w rejonie dawlekanowskim należąca do szestajewskiego sielsowietu. 1 stycznia 2009 r. wieś zamieszkiwały 74 osoby, z których 72% stanowili Czuwasze.